# Biomega
Biomega (яп. バイオメガ, Baiomega) — науково-фантастична манґа, яку написав і проілюстрував Ніхей Цутому. Спочатку вона виходила у Kodansha в журналі сейнен-манґи Weekly Young Magazine у 2004 році, а пізніше — у Shueisha в журналі Ultra Jump із 2006 по 2009 рік; її розділи зібрано в шість томів танкобон.

## Сюжет
Події розгортаються в майбутньому. Сюжет зосереджений на Каное Зоічі та його супутниці-ШІ Каное Фую (її світна форма інтегрована в систему мотоцикла). Вони — агенти корпорації TOA Heavy Industries, яких відправляють для пошуку та захисту людей, здатних опиратися і видозмінювати інфекцію N5S, занесену з Марсу. Цей вірус поширюється світом із загрозливою швидкістю й перетворює людей на «дронів» — потворних, зомбі-подібних істот.

## Організації та персонажі

### TOA Heavy Industries
TOA Heavy Industries (яп. 東亜重工, Tō-A Jūkō, «Східно-Азійські промисловості») — головний конкурент DRF. Вони створили синтетичних людей і прагнуть першими знайти тих, хто пристосувався до вірусу N5S. 26 лютого 3006 року н. е. штаб-квартира TOA Heavy Industries самознищується, залишаючи синтетичних людей напризволяще.
Каное Зоічі (яп. 庚 造一, Kanoe Zōichi)
Синтетична людина, створена корпорацією TOA Heavy Industries, має завдання знайти людей, які пристосувалися до вірусу N5S. Він зустрічає Іон Ґрін у Центрі максимальної ізоляції, розташованому в південному секторі 17 зони 9JO, куди його відрядили. Зоічі не вдається врятувати Іон, коли її забирає Відділ охорони здоров'я (Public Health Department), тож він починає її розшукувати. Його зброя — потужний пістолет із можливістю швидкісної стрільби, а пересувається він на чорному мотоциклі HDC-08B-3 від TOA Industries. Також він має лінійну рейкову рушницю та сокиру для ближнього бою.
Каное Фую (яп. カノエ·フユ, Kanoe Fuyu)
Голографічна особистість ШІ, вбудована у великий чорний мотоцикл, на якому їздить Зоічі. Фую допомагає з аналізом ситуації та дає поради щодо тактики. Як і інші системи штучного інтелекту у цій манзі, вона запрограмована на прояв емоцій.
Мідзуное Нішу (яп. 壬 二銖, Mizunoe Nishu)
Жіноча синтетична людина, яка контактує з Козловом Лейфновічем Гребнєвим під час пошуків Лоева Ґригорієвіча Гребнєва — одного зі співзасновників Фонду відновлення даних (Data Recovery Foundation). За типом зброї й транспортного засобу схожа на Зоічі.
Мідзуное Шін (яп. ミズノエ·シン, Mizunoe Shin)
Чоловічий штучний інтелект, що належить Нішу.
Хіното Ґо (яп. 丁 五宇, Hinoto Gō)
Загинув на початку історії від рук Хіґуйде після вдалої (на перший погляд) операції проникнення в Центр максимальної ізоляції, описаної у главі «Interlink». Там він виявив нову, менш вірулентну форму псевдо-вірусу N5S і, перш ніж помер, встиг відправити свій ШІ на орбіту з усією зібраною інформацією.
Хіното Тайра (яп. ヒノト·タイラ, Hinoto Taira)
Жіночий штучний інтелект, що належав загиблому агентові TOA Heavy Industries Ґо Хіното і його знищеному мотоциклу. Вона була відправлена на орбіту Ґо, а згодом впала на Землю й урятувалася від сил Фонду відновлення даних завдяки Козлову Лейфновічу Гребнєву. Невдовзі долучається до загону Мідзуное.

### Фонд відновлення даних (Data Recovery Foundation)
Data Recovery Foundation (яп. 技術文化遺産復興財団, Gijutsu-Bunka-Isan-Fukkō-Zaidan, «Фонд відродження технологічної та культурної спадщини»), також відомий як «DRF», заснований 2272 року під назвою «Microvolt Corporation» і є об'єднанням основних антагоністів манґи. Вони намагаються знайти всіх існуючих людей, які пристосувалися до вірусу N5S, щоб використати їх для створення власних безсмертних. У DRF вважають, що всі люди мають бути інфіковані вірусом N5S, оскільки це нібито сформує з обраних «нове людство», а решта загине. Цей процес вони називають «хрещенням». Після знищення штаб-квартири TOA Heavy Industries DRF проголошує себе новим світовим урядом.
Ніаруді (яп. ニアルディ, Niarudi)
Володарка (або «Матріарх») DRF і друга найстаріша людина у світі. Вона — еспер із розвиненою формою психометрії, що дозволяє їй не лише «читати» думки будь-якого органічного матеріалу (живого або скам'янілого) та «завантажувати» ці знання у себе, а й «зламувати» та контролювати джерело інформації. Її здібність проявляється у вигляді білих світних «черв'яків», які виходять із тіла та проникають у ціль. У дитинстві, працюючи на Microvolt, вона заспокоїла Нараїна, коли в нього через психічні здібності стався напад божевілля; її сили допомогли йому відновити контроль над розумом, але з того часу він її боїться, особливо коли вона сама почала втрачати контроль над власною силою. Оскільки здібності Ніаруді найдієвіші щодо органіки, усе неживе викликає в неї ворожість, яка переростає в справжню мізантропічну технофобію.
Хоронитель лівого боку (яп. 左断吏官, Sa-Danrikan) та Хоронитель правого боку (яп. 右断吏官, U-Danrikan)
Двоє надлюдських мечників, які служать виключно Ніаруді. Вони — кіборги в реактивно-чорній броні, схожій на обладунки самураїв, без іншої зброї, окрім високотехнологічних катан, закріплених на плечах (подібні до «мечів Safeguard» із Blame!). Хоронитель лівого боку відправлений убити Іон Ґрін (але його вбиває Зоічі), а Хоронитель правого боку захищає Ніаруді під час її нападу на Відділ охорони здоров'я (де він убиває доктора Вільденштайна і згодом гине від руки Хіґуйде).

### Відділ охорони здоров'я (Public Health Department)
Public Health Service (яп. 公衆衛生局, Kōshū-Eisei-Kyoku, «Управління громадської санітарії»), також відомий як «PHS», є дочірньою установою DRF. Їхній штаб знаходиться у монадноці. Згодом PHS виступає проти DRF через безумні задуми Ніаруді, але швидко зазнає поразки від сил DRF.
Нареїн Мегнад (яп. ナレイン・メグナード, Narein Megunādo)
Ґенерал (яп. 将軍, Shōgun) PHS, якого раніше завербувала Ніаруді. Побоюючись її сили та власної смертності, він багаторазово змінював своє тіло, намагаючись зробити себе невразливим до читання думок. Нині він має вигляд величезної, імовірно мутованої істоти з численними щупальцями. Саме він віддав наказ знищити штаб-квартиру TOA Heavy Industries.
Кахдал Спіндал (яп. カーダル・スピンダル, Kādaru Supindaru)
Молода жінка, що працює на PHS. Вміє покривати себе напіворганічним скафандром, здатним слугувати як захистом, так і зброєю, а також має форму телекінезу. Вперше з'являється під час захоплення Іон Ґрін у Центрі максимальної ізоляції 9JO. Згодом Зоічі зустрічає її у людській подобі та проводить із нею деякий час, не знаючи про її зв'язок із PHS. Кахдал сумнівається в наказах, проте не наважується їм суперечити.
Хіґуйде (яп. ヒグイデ, Higaide)
Надзвичайно сильний «інспектор патруля» (Patrol Inspector), що служить під керівництвом Нареїна. Майстерно володіє холодною зброєю та бойовими техніками, що він і демонструє, коли на прохання Нареїна «викликає на двобій» і страчує іншого інспектора, який шпигував для Ніаруді. Хіґуйде також убив агента TOA Heavy Industries Хіното Ґо. Крім того, йому вдалося ухилитися від повного залпу Гравітаційного Емітера та знищити кілька «бойових машин» (величезних військових мех із потужною силою вогню) в одному бою.
Доктор Вільденштайн (яп. ウィルデンシュタイン博士, Wirudenshutain-Hakase)
Видатний науковець із PHS, який працює на Ґенерала Нареїна. Він викрав дані Gravitation Emission Weapon у доктора Мамури Курокави з TOA Heavy Industries, але розуміється й на інших галузях: йому вдалося модифікувати вірус N5S для цілей PHS, а з часом він вивчив процес створення синтетичних людей та методи використання N5S у бою. Ба більше, він винайшов метод зворотної дії вірусу, який здатен повернути інфікованих у нормальний стан.

### Безсмертні
Безсмертні — це люди, які на генетичному рівні пристосувалися до вірусу N5S (отримавши 24 пари хромосом після зараження), повністю інтегрувавши його у свою клітинну структуру. Це наділяє їх надзвичайною регенерацією та довголіттям. У виданні для США їх називають «accommodators».
Іон Ґрін (яп. イオン·グリーン, Ion Gurīn)
Справжнє ім'я — Віеф Чієна, 17-річна дівчина, яка здається безсмертною та пристосованою до вірусу N5S. Вона живе з Козловим Лейфновічем Гребнєвим у будинку діда в південному секторі 17 зони 9JO. Має потужний регенеративний фактор. Її заарештовує Відділ охорони здоров'я, після чого вона рідко з'являється в манзі. Носить у собі своєрідну спору, здатну зворотно перетворювати «дронів» на людей.
Релоуд (яп. リルオード, Riruōdo)
Ще одна безсмертна. Її знайшли на Землі приблизно за 700 років до початку сюжету, тоді вона вже мала близько 300 років. Виявилося, що в неї 24-та хромосома, і час від часу її тіло виділяло невелику кількість невідомої речовини, схожої на пластик. Це та сама жінка, яку згодом виявили на Марсі на початку історії, і більше вона не з'являється, окрім флешбеків.

### Інші
Козлов Лейфновіч Гребнєв (яп. コズロフ·レーフヴィチ·グレブネフ, Kozurofu Rēfuvichi Gurebunefu)
Клон ученого, що був одним із засновників Фонду відновлення даних. Той науковець кохав Релоуд, тож створив модифіковану версію себе самого, безсмертну й сумісну з Релоуд. Пізніше він пересадив власний мозок у це клоноване тіло, але, відчувши жаль до себе-клона, перемістив мозок клона у тіло свого ручного ведмедя — прототип безсмертного тіла. У формі ведмедя Козлов може ходити на двох лапах, розмовляти й навіть використовувати зброю, як людина. Він живе з Іон Ґрін і намагається її захистити від інспектора з Відділу охорони здоров'я. Спочатку в нього неприязні стосунки з Зоічі та Нішу, проте згодом вони стають союзниками. Козлов урятував ШІ Тайру Хіното, яка впала з орбіти, від сил DRF. Наприкінці з'ясовується, що «новий світ зі струн» (new string world) постає з його свідомості, і саме він відіграв ключову роль у перемозі над Ніаруді.

## Публікація
Biomega, написана й проілюстрована Ніхеєм Цутому, уперше виходила в журналі Kodansha сейнен-манґи Weekly Young Magazine з 14 червня до 6 вересня 2004 року. Kodansha випустила лише один том у форматі танкобон 5 листопада 2004 року. Згодом манґу передали до Ultra Jump видавництва Shueisha, де вона виходила з 19 травня 2006 року до 19 січня 2009 року. «Shueisha» зібрала розділи в шість томів-танкобонів, що виходили з 19 січня 2007 року до 19 березня 2009 року. «Kodansha» також випустила тритомне делюксове видання з 30 квітня до 9 серпня 2021 року.
У Північній Америці манґу ліцензувала для випуску англійською мовою Viz Media. Усього було видано шість томів із 2 лютого 2010 року по 17 травня 2011 року.

### Список томів
| № | Дата виходу                                          | ISBN                                                                |
| - | ---------------------------------------------------- | ------------------------------------------------------------------- |
| 1 | 5 листопада 2004 (Kodansha) 19 січня 2007 (Shueisha) | ISBN 978-4-06-361282-0 (Kodansha) ISBN 978-4-08-877210-3 (Shueisha) |
| 2 | 19 січня 2007                                        | ISBN 978-4-08-877211-0                                              |
| 3 | 17 серпня 2007                                       | ISBN 978-4-08-877317-9                                              |
| 4 | 19 лютого 2008                                       | ISBN 978-4-08-877405-3                                              |
| 5 | 19 вересня 2008                                      | ISBN 978-4-08-877517-3                                              |
| 6 | 19 березня 2009                                      | ISBN 978-4-08-877622-4                                              |

## Відгуки
У списку «10 найкращих манґ про зомбі» від Anime News Network Джейсон Томпсон поставив Biomega на третє місце, назвавши її «найкращою науково-фантастичною манґою про вірус-зомбі».

## Нотатки
1. ↑  Серії друкувалися в журналі з 29-го по 41-й випуск[3], які вийшли 14 червня та 6 вересня відповідно[4][5].
2. ↑  Серії завершилися у лютневому випуску журналу за 2009 рік[7], що надійшов у продаж 19 січня[8].